# Maayan Keret

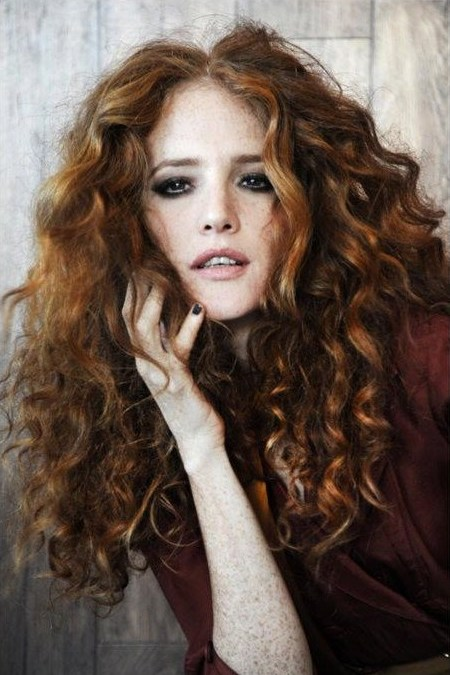
Maayan Keret

Maayan Keret (hebräisch מעין קרת; geboren 24. April 1976 in Safed) ist ein israelisches Model und eine Schauspielerin.

## Leben
Maayan Keret begann ihre internationale Karriere als Model mit siebzehn Jahren in einer Modenschau von Yves Saint Laurent in Paris. Beim Abschlussdefilee trug sie ein rotes Hochzeitskleid und hielt einen Strauß Rosen in den Händen. Die Modekritikerin der New York Times, Bernadine Morris, beschrieb sie als „bodenständige Schönheit, ihre offen getragenen lockigen Haare spiegelten den Geist der Show wider. Nichts war funky. Keine harten Kanten“. Keret arbeitete in den 1990er-Jahren mit Designern wie Marc Jacobs, Calvin Klein und Donna Karan zusammen und war auf den Titelseiten von Modemagazinen wie Vogue, Elle und Marie Claire zu sehen.
Als Schauspielerin verkörperte sie in dem Spielfilmdrama Zaya (1999) in der Regie von Jonathan Paz die Hauptrolle der jüdischen Marokkanerin Zaya. Außerhalb von Israel wurde der Film auf dem Jüdischen Filmfestival Wien und 2016 mit dem Titel The Milk Trial auf dem Israeli Filmfestival in Philadelphia aufgeführt.
Keret kritisierte, dass die Standards, die Frauen und Mädchen überall in Bezug auf Schönheit sehen, nicht natürlich seien. Sie habe als Model eine Essstörung entwickelt, nachdem sie „von allen Seiten großen Druck verspürt“ habe, ständig abnehmen zu müssen. Sie veröffentlichte 2003 das Sachbuch הנשים היפות („Die schönen Frauen“) über Models und Schauspielerinnen, die Essstörungen und Probleme mit ihrem Körperbild hatten. Seitdem hält sie Vorträge und gibt Workshops, um ein positives Körperbild von Frauen und Mädchen zu stärken. Laut ihrer Website studierte sie Physiotherapie und Sozialpsychologie und gründete das „Center for Positive Body“.
Im Jahr 2017 engagierte sie sich in der internationalen #MeToo-Bewegung.

## Privates
Maayan Keret ist Mutter von zwei Söhnen. Sie lebt in Israel.

## Filmografie
- 1999: Zaya / The Milk Trial
- 1999: Shachrer Et HaNesicha
- 2004: T'guva Muheret (Delayed Reaction), Regie: Samuel Calderon[10]